# Ельчанинова, Светлана Анатольевна
Светла́на Анато́льевна Ельчани́нова (20 августа 1974, Баку, СССР — 20 июня 2021, Москва, Россия) — российский кинорежиссёр, сценарист, продюсер кино-, социальных и музыкальных проектов. Создатель и руководитель АНО «Клуб имени Джерри Рубина», создатель экспериментальных фильмов, проекта «Реанимация», сериалов детских мультфильмов, руководитель мастерской режиссуры анимационного кино в Сергиево-Посадском филиале ВГИК им. С.А. Герасимова, доцент.

## Ранние годы
Родилась 20 августа 1974 года в Баку. Отец — Ельчанинов Анатолий Иванович (род. 1944), советский и российский картограф. Один из авторов концепции и программы и член редакционного совета Национального атласа России, специалист по культурному и природному наследию. Мать — Ельчанинова Анна Игоревна, врач.
В 1982—1991 годах училась в московской средней школе № 4 с углублённым изучением английского языка. В 9 классе включилась в изучение с американскими школьниками вопроса создания и работы совместных советско-американских предприятий.
Собрав нужный материал в Москве, была направлена Академией наук СССР в США для завершения работы. В 1990 году в США вышла научная работа «Создание совместных советско-американских предприятий» с историей вопроса с 1917 года и литературным обзором. Автором с советской стороны была Светлана Ельчанинова.
В 1991—1996 годах училась на факультете бухгалтерского учёта и аудита Московского финансового института. Одновременно в 1995—1996 училась в Анимационном лицее № 333 (Аргус) по специальности художник-мультипликатор.
В те же годы работала в компании «Катюша-фильм», концертным администратором в ТОО «Солар», заместителем директора МКЦ «Парк» Районного молодёжного фонда", затем специалистом по социально-воспитательной и досуговой работе в Управе района «Гагаринский».

## Клуб им. Джерри Рубина
Будучи 11-классницей, в 1991 году Светлана заявила родителям: «Учитывая, что государственная молодёжная политика прекратила своё существование, теперь этим буду заниматься я», и начала собирать подростков с активным протестным поведением, потерявших в то время социальную ориентацию и связи с семьями, и организовывать с ними музыкальные коллективы и мероприятия.
В 1992 году совместно с друзьями создала Автономное некоммерческое объединение «Клуб имени Джерри Рубина», московский андеграундный некоммерческий клуб, действующий до нынешнего времени как свободная творческая площадка, в которой реализуются интересные культурные и социальные проекты. Клуб имени Джерри Рубина был основан как объединение людей, желающих культурно организовать свой досуг. Деятельность клуба строится на принципах инициативы, самоорганизации и взаимной ответственности.
В клубе им. Джерри Рубина прошла первая в стране выставка неформальных прикидов, регулярно проводятся концерты и выставки, мастер-классы, а также экспериментальные открытые джем-сейшены, кинопремьеры и кинопоказы, встречи с режиссёрами, неформальные спектакли, перформансы и балы, инсталляции, литературные чтения и лекции на актуальные социальные темы, вегетарианские акции и ярмарки.
В клубе постоянно действуют студии по интересам (ИЗО-студия, киноклуб, школа акройоги, вегетарианский клуб, танцевальные и театральные студии, музыкальные группы, пластический театр, исторические танцы, эсперанто, дармаркеты и фримаркеты). В клубе им. Джерри Рубина регулярно проводились Космофесты, кинопоказы, выставки и лекции о космосе. В 2011 году в честь 50-летия полёта первого человека в космос был проведён велопробег, ставший ежегодным мероприятием и влившийся в народный фестиваль «Пора в космос».
В Клубе работала мультстудия для детей из малообеспеченных семей, которую Светлана и возглавляла, школа манекенщиц, проходили художественные выставки и литературные вечера, новогодние анархоёлки. Среди проведённых в клубе акций — показ мод «Антибуржуин» с моделями одежды, сделанными из полиэтиленовых пакетов и другого мусора, спектакли народного анархического театра.
Клуб имени Джерри Рубина стал первой площадкой более чем 100 молодых групп. В своё время в клубе выступали такие звезды андеграунда, как: «Дайте танк!», «Птица Тылобурдо», «Нагуаль», «JMKE»(Эстония), «Не ждали», «Distemper», «Наив», «Пакава Ить», «Рада и Терновник», «Калинов Мост», «Тараканы!», «Пурген», «Химера», «Комитет Охраны Тепла», О.Арефьева, Р.Неумоев, А.Лаэртский, Ник Рок-н-ролл, В.Весёлкин, С.Рыженко, Герман Виноградов, ЗАИБИ, «Дочь Монро и Кеннеди», «Чудо-Юдо», «ПТВП», «Соломенные еноты», Умка и многие другие.
Клуб всегда поддерживал движение «ЗАИБИ» (За анонимное и бесплатное искусство) и был в оппозиции обществу потребления.
Свои первые фильмы доверяли экрану клуба им. Джерри Рубина режиссёры: Илья Хотиненко, Пётр Буслов, Мария Саакян, Ленка Кабанкова, Андрей Некрасов, Сергей Лобан и Герман Виноградов. В киноклубе с 1998 года было проведено более 2000 кинопоказов и творческих встреч.

## Общественная деятельность
С 1994 г. работала в правозащитной организации «Новый Дом», осуществляла сотрудничество с Комитетом по защите гражданских прав и помощи заключённым и освобождённым и фондом Р. М. Горбачёвой.
С середины 90-х гг. ведущая авторской программы о молодёжных проблемах на радиостанции «Ракурс», сотрудничала на эти же темы с телепрограммой «До 16-ти и старше», принимала участие в радиопередачах «Монморанси» на музыкальные темы.
В 2006—2010 гг. работала и.о. научного сотрудника Отделения анализа и внедрения профилактических и реабилитационных программ ФГУ Национального научного Центра наркологии Росздрава.

## Анимационное искусство
В 1998 году поступила во Всероссийский государственный институт кинематографии имени С. А. Герасимова (ВГИК) в мастерскую режиссуры анимационного фильма и компьютерной графики С. Соколова, Л. Носырева, который окончила в 2004 г. Дипломный фильм «СамарКант» отмечен призами на различных кинофестивалях.
В 2000 году Светлана была приглашена в жюри Международного фестиваля киношкол в г. Болонья (Италия). Курсовые работы — участники и призёры многочисленных отечественных и зарубежных кинофестивалей.
В процессе обучения и после окончания мастерской ВГИКа сняла фильмы: «Работа — не волк» (2000), «История одного дельца» (2001), «Скороговорка» (2003), «Финал» (2008) и др. В 2006—2016 годах — сценарист, режиссёр ФСКП «Губерния». В 2013 году организовала с коллегами производственную студию ООО «Колесо обозрения».
В творчестве Светланы Ельчаниновой проявился особенный экспериментальный стиль, парадоксально сочетающий реальную и анимационную съёмку, стремление сделать убедительными необычные средства выразительности.
Фильм «Работа — не волк» сразу стал заметным явлением в кино, получил на XXI Международном студенческом фестивале ВГИК приз студенческого жюри «За дерзость художественного решения», на XI Фестивале Дебютов «Святая Анна» — Серебряный приз. Затем приз Фестиваля Европейских киношкол в Болонье (Италия), Приз на Международном фестивале в Штутгарте (Германия), Приз на Фестивале «Окно в Европу» (Выборг) и другие награды.
Светлана Ельчанинова всегда была полна идей и активно воплощала их в жизнь. По инициативе и по сценариям Светланы был создан большой цикл (более 80-ти) социальных анимационных фильмов «Реанимация». После успешного «взрослого» сериала, направленного против наркотиков, пьянства и других пороков, Светлана Ельчанинова с удовольствием переключилась на детские высокохудожественные мультфильмы — циклы «Зверюшки-Добрюшки», «Решето-Сити» и ещё многие другие проекты.
Была организатором и участником разных экспериментальных художественных и музыкальных проектов, провела несколько персональных выставок, публиковала сценарии, рассказы и статьи в периодической печати, автор сборников антинаркотических комиксов. В начале июня 2021 года стала инициатором и организатором Первого кинофестиваля космической анимации.
Член Союза кинематографистов РФ, Московского Объединения литераторов. Трижды Президентский стипендиат в области литературы (2006—2008 г.) в номинации «Молодые авторы». В 2012 году Государственный стипендиат Союза кинематографистов в области анимации.
До момента смерти руководитель мастерской режиссуры анимации и компьютерной графики Сергиево-Посадского филиала ВГИК с 2017 г.
В июне 2021 года Светлана Ельчанинова была госпитализирована с симптомами коронавирусной инфекции. Скончалась в Москве 20 июня 2021 года на 46-м году жизни. Похоронена на Волковском кладбище (участок № 33н).

## Семья
Муж — Савченко Иван Александрович, выпускник ВГИКа, кинооператор, сценарист, актёр. Дочь — Ельчанинова Алиса Ивановна, 2006 г. рожд., учится в музыкальном колледже им. С. С. Прокофьева, сын — Савченко Ярослав Иванович, 2009 г. рожд., школьник.

## Фильмография
Авторские работы в анимационном кино:
2000 — «История одного дельца»
2001 — «Работа — не волк»
2003 — «Скороговорка»
2004 — «СамарКант»
2005 — «Анекдоты»
2006 — «Реанимация»
2010 — «Зверюшки-добрюшки»
2010 — «Lollipop»
2012 — «Решето-сити»

2015 — «Оно»
ООО «Колесо обозрения»:
2013 — режиссер, редактор «Русский язык, да!» — интерактивный учебник по русскому языку с элементами анимации для иностранных учащихся — по заказу РУДН им. Патриса Лумумбы
2013 — разработка и производство пилотных серий анимационного проекта «Летающие смельчаки» (2 серии по 6 минут) по заказу ООО «СТА»
2013 — продюсер документальных фильмов «Тандем», «Это мой Дед Мороз», «Две войны», отмеченных на различных кинофестивалях призами
2015 — анимационные интерактивные комиксы для проекта «Респект» — режиссер (6 историй по 5 минут) — по заказу Гёте-института
2015 — режиссер 4-х клипов для Оркестра Петра Налича
2016 — анимационный фильм «Правасправа» для цикла «Хумра» — режиссер (3 минуты) по заказу Гёте-института

2017 — х/ф «Молодой» (52 мин, 2 серии), супервайзер спецэффектов и компьютерной графики, художник-компоузер — по заказу «Синтез-фильм» совместно с Кинокомпанией «КИТ» для НТВ
Участие в фестивалях фильмов студии ООО «Колесо обозрения»:
док.фильм «Это мой Дед Мороз» (43 мин), режиссер И.Савченко
- Лучший документальный фильм для детей на IV МКФ «Limon Films» (Казань)
- Участник ХХ Всероссийского фестиваля визуальных искусств в Орленке и др.

док.фильм «Две войны» — (48 мин), режиссер И.Савченко
- Диплом II степени Международного кинофестиваля «Победили вместе»
- Диплом жюри X МКФ военных фильмов им. Ю.Озерова
- Финалист номинации док.фильм Кинофестиваля «Защитники Отечества» (Казань)
- Участник кинофестивалей: МКФ «Ноль плюс» (Тюмень), «Волоколамский рубеж» (Волоколамск), «Вечный огонь» (Волгоград)

док.фильм «Тандем» (35 мин), режиссер И.Савченко
- Приз "Лучший фильм программы «Панорама.doc» МКФ «Саратовские страдания»

док.фильм «Колобок судьбы Михаила Пузырева» (50 мин.), реж. Л.Темнова, по заказу студии ООО «Сказочная дорога»
- Участник МКФ «Северный характер» (Мурманск), Кинофестиваля «Литература и кино» и др.

док.фильм «Человек — паровоз и колокол», режиссер И.Савченко
- Диплом МКФ «Детектив-фильм»

ООО «Задорное кино»:
х/ф «Однажды в Америке» (сценарий М.Задорнов, реж. Д.Панченко), супервайзер спецэффектов и компьютерной графики — ООО «Задорное кино» при поддержке Министерства Культуры РФ и НТВ — в производстве

## Награды и премии
За фильм «История одного дельца»:
- Фестиваль анимационного кино в Суздале

За фильм «Работа — не волк»:
- XXI Международный фестиваль ВГИКа — Приз студенческого жюри за дерзость художественного решения
- XI Фестиваль студенческих и дебютных фильмов Св. Анна — Второй приз
- Фестиваль европейских киношкол (Болонья, Италия) — Приз за лучшую программу киношколы
- Международный фестиваль анимации (Штутгарт, Германия)
- XXIV Московский международный кинофестиваль
- Фестиваль «Окно в Европу» (Выборг)
- Фестиваль «Новое кино России» (Самара)
- Фестиваль «Пустые холмы» (Таруса)

За фильм «СамарКант», комбиниров. анимац. и игров., 24 мин, 35 мм, ВГИК:
- Фестиваль студенческих и дебютных фильмов «Св. Анна» (2005) — Второй приз
- XXIV Международный Фестиваль ВГИКа — Приз дискуссионного клуба
- II Международный кинофестиваль «Дидоре-Душанбе» (Таджикистан) (2006) — Приз кинокритиков "за оригинальное решение темы «Восток-Запад»
- Международный кинофестиваль студенческих фильмов в Болонье (Италия) — Приз за лучшую программу киношколы
- II Казахстанский кинофестиваль «Звезды Шакена» (Алматы)
- Всероссийское объединение кинолюбителей — Диплом «За лучший фильм»
- Международный фестиваль экспериментального кино и электронной музыки «Астигматик» (Польша)
- II Российский конкурс патриотического кино среди молодых кинематографистов «…Звезда… Звезда…» (2004) — Диплом (Москва)
- Международный фестиваль студенческих фильмов ФАМУФЕСТ (Прага)
- VII Международный фестиваль независимого кино «ДЕБОШИР фильм» (С.-Петербург)

За фильм «Скороговорка»:
- XXIII Международный фестиваль ВГИКа
- Фестиваль детских фильмов «Орлёнок»
- IX-ый фестиваль детской анимации «Золотая рыбка» — Приз детского жюри «За лучший дебют»

За фильм «Зверюшки-добрюшки» (25 серий по 2,5 мин), режиссёр, сценарист, ФСКП «Губерния»:
- Главный приз за анимацию XVII Международного телевизионного фестиваля экологических фильмов «Спасти и сохранить» 2012 г. — Диплом победителя
- Участвовал в кинофестивалях: БФМ, ММКФ, Открытый российский фестиваль анимационного кино в Суздале, Листопадник, Я и семья и др.
- Демонстрировался на ТВ-канале «Карусель», ТВ Швеции, Германии и Аргентины и др.

За альманах «Реанимация» (62 серии по 3-7 минут), режиссёр, сценарист, художественный руководитель, ФСКП «Губерния»:
- МКФ «Детектив-фест», 2010 г. Главный приз в номинации «Мир без наркотиков»
- Приз за лучший звук на ФААФ в 2014 г. (при поддержке канала 2х2)
- Участвовал в отечественных кинофестивалях: БФМ, Открытый российский фестиваль анимационного кино в Суздале, Листопадник, Я и семья, Артдокфест, Молодость (Киев), Детектив-фест и др.
- Некоторые серии имеют призы более 50 зарубежных кинофестивалей

За фильм «Весна будет всегда» (2020):
- Финалист XVI Всероссийского фестиваля духовности и культуры «Бородинская осень» (2021)